# Peruánsko-bolivijská konfederace
Peruánsko-bolivijská konfederace byl krátce existující politický útvar v Jižní Americe. Existovala v letech 1836 až 1839 a sestávala ze tří států: Bolívie, Severního Peru a Jižního Peru, jejichž hlavním městem bylo město Tacna. Nejvyšší představitel – maršál Andrés de Santa Cruz – zastával pozici „nejvyššího protektora“.
Proti existenci peruánsko-bolivijské konfederace se už od počátku její existence postavilo zejména Chile a Argentina, které konfederaci viděly jako možnou ekonomickou a politickou hrozbu. Krátce po ustavení peruánsko-bolivijské konfederace začala Válka konfederace. Argentina a Chile nezávisle na sobě napadli nově vzniklou konfederaci. Argentinská invaze byla poražena v roce 1837. K Chile se připojili disidenti ze Severního Peru, takzvané "Spojená Armáda pro Obnovu". Chile s jejich pomocí vyhrálo Bitvu o Yungay v lednu roku 1839. Toto vítězství de facto ukončilo existenci konfederace a státy byly obnoveny na nezávislé Peru a Bolívii. Andrés de Santa Cruz uprchl do exilu. Oficiální rozpad peruánsko-bolivijské konfederace byl deklarován 25. srpna 1839 generálem Augustínem Gamarrou, který byl jmenován prezidentem Peru.

## Historické předpoklady ke vzniku konfederace
V koloniální době byla území Peru a Bolívie součástí místokrálovství Peru. Území dnešního Peru bylo známé jako Bajo Peru a území dnešní Bolívie se říkalo Alto Peru (též jako Audiencia de Charcas). V roce 1776 byla Bolívie oddělena od místokrálovství Peru a přidělena k nově vzniklému Místokrálovství Río de la Plata. Historicky a kulturně bylo ale toto území vždy bližší Limě než Buenos Aires. Peruánsko-bolivijská konfederace byla jediným úspěšným pokusem o spojení těchto dvou entit do jednoho správního celku.
Po dosažení nezávislosti v roce 1824 vítala většina obyvatel Alto Peru myšlenku znovu připojení k Peru. Bolívarovi se ale více zamlouvá myšlenka nezávislé Bolívie, a v dubnu roku 1825 v Alto Peru na žádost bolivijského kongresu vypracoval ústavu pro nově vzniklou republiku Bolívii. Tato ústava byla schválena v květnu roku 1826 bolivijskými poslanci. Ústava je známá pod jménem Constitución Vitalicia a ustanovuje roli prezidenta jako doživotní mandát. Prvním „doživotním“ prezidentem se stal Simon Bolívar. Ústavami s doživotním mandátem si Bolívar otevíral cestu ke splnění svého velkého snu o vytvoření velké federace z nově vzniklých amerických států. Tento plán ale ztroskotal při svolání první Panamerické konference, na kterou se nedostavila většina pozvaných států.
V Latinské Americe se mimo Bolívarovy snahy objevily i jiné pokusy o vytvoření federací (respektive konfederací), zejména v Andských zemích (Peru, Bolívie a později Ekvádor). Tato snaha o vytvoření jakési unie lze chápat jako pokračování vlivu Bolívara na generály, kteří pod ním sloužili. Jedním z těchto generálů je maršál Andrés de Santa Cruz.

### Vývoj v Bolívii
V roce 1826 je po odchodu Bolívara zvolen do čela maršál Antonio José de Sucre. Bolívar navždy opouští Peru a Bolívii a vrací se do Kolumbie.
V Bolívii probíhá povstání v Chuquisace a všeobecný chaos využívá generál Augustín Gamarra jako záminku pro invazi – Peruánská armáda vstupuje 28. května 1828 do La Pazu a obsazuje Bolivijská větší města. Maršál Sucre je donucen k resignaci. Po jeho resignaci se Gamarra vrací zpátky do Peru. Sucre je 24. května 1829 vystřídán na postu prezidenta generálem Andrésem de Santa Cruz.

### Vývoj v Peru
Při svém odjezdu z Peru předal Simon Bolívar vládu předsedovi státní rady, generálovi Andrési de Santa Cruz. Tuto provizorní funkci vykonával po Bolívarově odjezdu od 28. ledna 1827 do 9. června 1827, kdy byl jako prezident kongresem zvolen José de La Mar.

#### Válka s Velkou Kolumbií
Dne 3. června 1828, nespokojen se situací a vývojem republik Peru a Bolívie, vypovídá Simon Bolívar jménem Velké Kolumbie válku Peru. Nesouhlasí ani se Santa Cruzem, ani s Gamarrou, kteří jsou nakloněni spojení Peru a Bolívie, i když každý s jinou představou o rozdělení moci mezi republikami. Gamarra chce, aby Peru mělo větší politickou moc, zatímco Santa Cruz požaduje, aby větší politickou moc nad konfederací měla Bolívie. Bolívar chce obě země připojit ke svému projektu Velké Kolumbie.
Jednotky Velké Kolumbie pod vedením maršála Sucreho bojují proti Peruánským jednotkám pod vedením prezidenta generála La Mara. Peruánská strana na krátký čas okupujie přístav Guayaquil, na který si Peru historicky klade nárok. Prezident La Mar je poražen 27. února 1829 v bitvě u Tarqui, a opouští okupované území. 28. února uzavírá příměří s maršálem Sucrem.
Sucre je 4. června 1830 zavražděn ekvádorským generálem Juanem José Floresem. Bolívar umírá 17. prosince 1830 na tuberkulózu. Po jeho smrti končí válka s Peru a jednotky Velké Kolumbie se stahují z peruánského území. V roce 1831 Velká Kolumbie oficiálně zaniká.

### První pokusy o vytvoření konfederace
Odehrály se nejméně dva pokusy o vytvoření unie z těchto dvou republik. První v roce 1829, kdy se v Peru setkali podpůrci myšlenky vytvoření konfederace. Santa Cruz měl v Peru několik svých agentů, ale jeho participaci na tomto setkání se nepodařilo prokázat. Všichni konspirátoři byli v Peru uvězněni. Druhý pokus se formoval v roce 1830, z neznámých důvodů byl ale přerušen.
Andrési de Santa Cruz se konečně naskytla příležitost na ztělesnění jeho snu o Andské konfederaci. V listopadu roku 1833 války peruánských caudillů o moc vyústily v občanskou válku. Následující měsíc se Peruánci připravovali na nové prezidentské volby, jelikož Gamarrův mandát byl u konce. Ústava mu nedovolovala znovu kandidovat, a tak nominoval na svou bývalou pozici jednoho ze svých příznivců, Manuela Bermúdeze, skrze kterého by mohl Gamarra pokračovat v nepřímé vládě. V opozici proti Bermúdezovi stál José Luis Orbegoso. Orbegoso byl zvolen prezidentem, což ale Gamarra neakceptoval. Povolal své vojáky do přístavu Callao, rozpustil kongres a určil Bermúdeze jako provizorního prezidenta.
Lidé ke Gamarrově politice neměli sympatie, jeho vlastní vojáci se přidali k opozici. Nakonec byl bývalý prezident donucen odejít do exilu, a odchází do Bolívie. Nový prezident Orbegoso má potíže udržet Peru sjednocené. V severním Peru se objevují potíže s caudillem Felipem Salaverrym, který jej v roce 1835 násilně vystřídal. Salaverry má silnou podporu v centrálním Peru. Na jihu Peru převládá podpora bývalého prezidenta Gamarra. Jediné, kde má Orbegoso stále sympatie lidu je severní Peru. Santa Cruz je požádán o intervenci z Bolívie. Na tohle pozvání bolivijské vojsko v čele se Santa Cruzem vítězí v bitvě u Yanacocha (kde 13. srpna 1835 poráží Augustína Gamarru), bitvě u Uchumaya a bitvě u Socabaya (kde 30. ledna 1836 poráží Salaverryho). V následujícím roce vytvořil Andrés de Santa Cruz Peruánsko-bolivijskou konfederaci.

## Vyhlášení konfederace
Andrés de Santa Cruz konečně uskutečnil svůj sen o znovu sjednocení "Horního" a "Dolního" Peru na politické a ekonomické bázi ve formě konfederace. Sjednocování dvou entit započal v Peru, kde 17. března 1836 vyhlásil republiku Jižní Peru. O pět měsíců později, 11. srpna 1836, vyhlásil také republiku Severní Peru. V obou nově vzniklých republikách sám sebe prohlásil za nejvyššího protektora. 28. října 1836 byla Santa Cruzem vyhlášena Peruánsko-bolivijská konfederace. Konfederace trvala po dobu téměř tří let, do 25. srpna. 1839.

## Struktura Konfederace

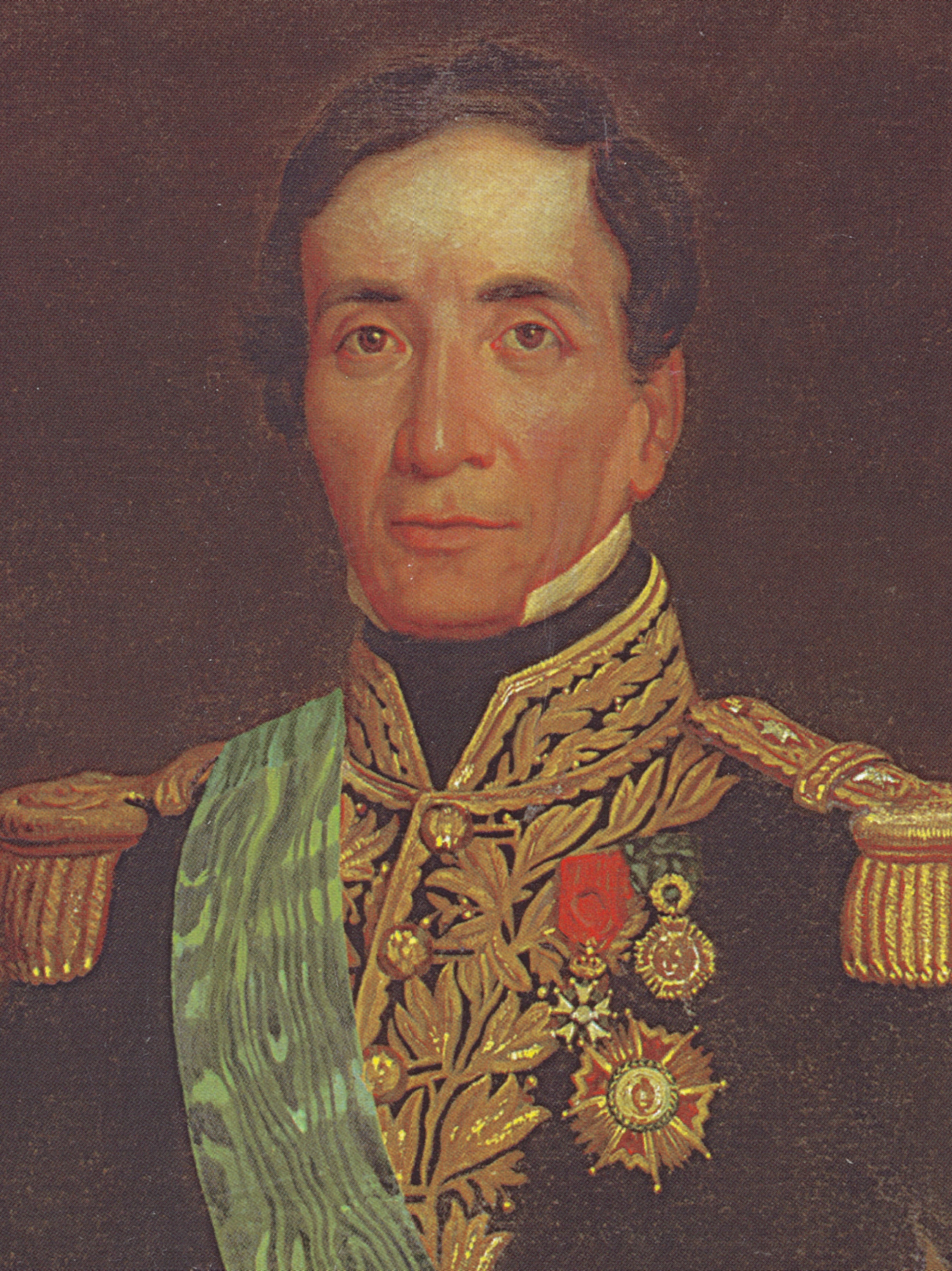
Andrés de Santa Cruz, nejvyšší protektor Peruánsko-bolivijské konfederace

V každém ze států konfederace stál v čele již od roku 1837 do jejího rozpadu provizorní prezident. Každý z prezidentů stál hierarchicky pod nejvyšším protektorem maršálem Andrésem de Santa Cruzem (úřad zastával v období 28. říjen 1836 - 20. únor 1839).
- Bolívie
  - Prezident: generál José Miguel de Velasco

- Severní Peru (také Republika severního Peru, či Severo-peruánská republika)
  - první prezident: generál Luis Orbegoso (21. srpen 1837 – 30. červen 1838) Orbegoso vyhlásil nezávislost Severního Peru na peruánsko-bolivijské konfederaci 30. června 1838, ale pokračoval ve funkci provizorního prezidenta až do 1. září 1838.
  - druhý prezident: generál José de la Riva Agüero (1. srpen 1838 – 24. leden 1839)

- Jižní Peru (také Republika jižního Peru, či Jiho-peruánská republika)
  - první pezident: generál Ramón Herrera Rodado (nar. 1799 – zem. 1882) (17. září 1837 – 12 říjen 1838)
  - druhý prezident: Juan Pío de Tristán y Moscoso (nar. 1773 – zem. 1859) (12. říjen 1838 – 23. únor 1839)

## Charakteristika konfederace
Peruánsko-bolivijská konfederace byla politickým spojením 3 států: Severního Peru (s hlavním městem Huaura), Jižního Peru (s hlavním městem Sicuani) a Bolívie a měla podobu volné unie. Hlavním městem konfederace bylo město Tacna, umístěno v Jižním Peru, ve středu sjednocených republik. Každý ze států měl v čele protektora a prezidenta. Protektor byl nejvyšší představený státu, ve všech třech případech tuto funkci zastával Santa Cruz.
Andrés de Santa Cruz se také nechal jmenovat nejvyšším protektorem celé Peruánsko-bolivijské konfederace a měl právně neomezené kompetence při řízení této politické jednotky. Fakticky měl ale politickou sílu a podporu jen v Bolívii a Severním Peru. V Jižním Peru velkou moc neměl, jelikož se zde neustále, až do rozpadu konfederace, setkával se silnou Gamarrovou opozicí.
Santa Cruz byl zároveň prezidentem Bolívie, i když tuto funkci ve skutečnosti vykonával viceprezident generál José Miguel de Velasco, který již funkci prezidenta v minulosti dvakrát krátce vykonával. V době Peruánsko-bolivijské konfederace se na prezidentském postu republiky Jižní Peru vystřídali dva prezidenti: generál Luis Orbegoso a José de la Riva Agüero. V čele Severního Peru pak po dobu existence konfederace stanuli Ramón Herrera Rodado a Juan Pío de Tristán y Moscoso.
Pro konfederaci byly sepsány nové sborníky zákonů a každá ze tří zemí dostala novou ústavu. Cruz opět prokázal své zkušenosti v organizaci států a nahradil chaos a boje uvnitř zemí za stabilní vládu a pořádek. Vznik konfederace byl podnícen motivy historickými, kulturními, etnickými, ale především ekonomickými. Za své vlády se Santa Cruz snažil o obnovení starých obchodních cest konfederace. Státy Peru a Bolívie se výborně doplňovaly nerostným bohatstvím.

## Válka konfederace

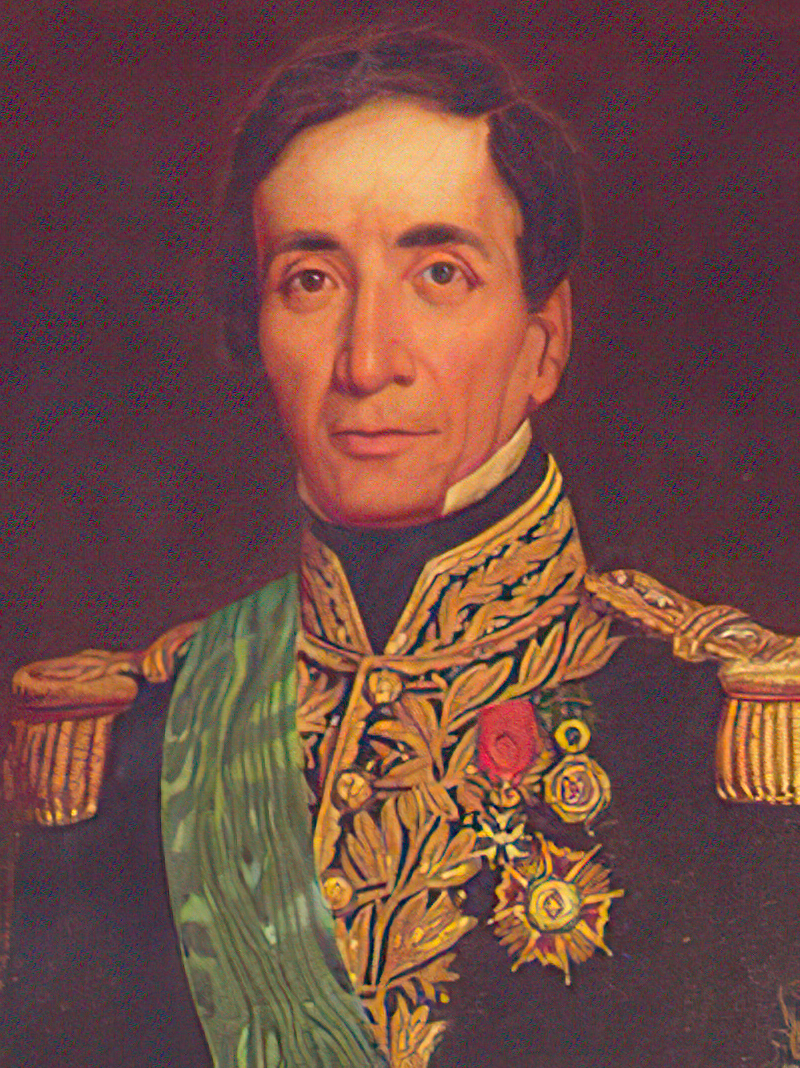
Maršál Andrés de Santa Cruz

Období kdy Konfederace válčila s okolními státy se nazývá Válka konfederace. Důvody pro tyto války byly především ekonomické a geopolitické. Nepokoj okolních zemí byl způsoben ustavením konfederace, a tedy narušením rovnováhy sil v Jižní Americe. Chile a Argentina neměly zájem o nového hegemona v regionu, který by snižoval jejich moc na kontinentě. Chile se navíc bálo o ztrátu své suverenity. Konfederace se spojením peruánského a bolivijského obchodního bohatství stala entitou ekonomicky silnou. Okolní země měly strach ze ztráty části svých území. Expanze v té době ale nebyla Santa Cruzovým plánem. Byl plně zaměstnán snahou o obnovení míru a pořádku uvnitř země. Argentina a Chile ve svých válkách bojovaly jako samostatné entity a ve své snaze porazit konfederaci se nespojily.

## Vlajky

vlajka konfederace
vlajka Bolívie
vlajka Jižního Peru
vlajka Severního Peru